# Turdus feae
Turdus feae е вид птица от семейство Turdidae. Видът е световно застрашен, със статут Уязвим.

## Разпространение
Видът е разпространен в Индия, Китай, Лаос, Мианмар и Тайланд.